# 고흥 소록도 구 녹산초등학교 교사
고흥 소록도 구 녹산초등학교 교사(高興 小鹿島 舊 鹿山初等學校 敎舍)는 대한민국 전라남도 고흥군 도양읍에 있는 일제강점기의 건축물이다. 2004년 2월 6일 대한민국의 국가등록문화재 제73호로 지정되었다.

## 개요
이 건물은 한센병 환자들을 위해 설립된 보통학교 교사이다. 장방형의 본관 건물과 화장실 및 샤워실이 회랑으로 연결되어 있으며 남쪽에는 교실을 배치하고 북쪽에 복도를 두는 등 오늘날 학교 건축과 유사하게 설계되었다. 한센병 환자를 대상으로 자체적으로 설립한 초등학교라는 점에서 의미가 있다.

## 같이 보기
- 소록도

## 참고 자료
- 고흥 소록도 구 녹산초등학교 교사 - 국가유산청 국가유산포털